# Manipurština
Manipurština je tibetobarmský jazyk, kterým se mluví především v severovýchodní Indii. Podle sčítání lidu v roce 2011 žije v Indii 1,76 milionu rodilých mluvčích, z toho 1,52 milionu ve státě Manípur, kterého je úředním jazykem. Menší komunity rodilých mluvčích se nachází ve státech Ásám, Tripura a Nágáland, ale i v jiných částech Indie. Tímto jazykem hovoří také menší skupiny lidí v Myanmaru a Bangladéši.
Manipurština se píše bengálskou abecedou, první kniha v tomto jazyce byla vytištěna v roce 1824 a první noviny v tomto jazyce vyšly v roce 1838.